# The Walking Dead (franquícia)
La franquícia de Walking Dead és una franquícia de mitjans de l'apocalipsi zombi nord-americà i un univers compartit centrat en una sèrie de sèries de televisió interconnectades basades en el còmic homònim. Ambientada en el mateix univers de ficció, la franquícia s'ha desenvolupat amb elements de la trama, escenaris i personatges encreuats que abasten cinc sèries de televisió d'acció en directe, amb tres sèries de televisió d'acció en directe addicionals en diverses etapes de producció, així com vuit d'acció en directe. sèries web que lliguen a les dues primeres sèries de televisió. La sèrie s'emet a AMC i AMC+.

## Còmic
The Walking Dead és una sèrie de còmics de survival horror americana publicada mensualment per Image Comics a partir de l'octubre de 2003, creada per Robert Kirkman i il·lustrada per Tony Moore per als 6 primers números i per Charlie Adlard per als següents. Tracta les vicissituds d'un grup de persones que intenten salvar-se d'una invasió zombi, que va provocar l'enfonsament de les institucions centrals i la fi de la civilització tal com la coneixem. La sèrie va acabar als Estats Units el 3 de juliol de 2019 amb el número 193.

## Televisió
| Sèrie                                     | Sèrie | Temporada | Episodis | Emissió a EUA          | Emissió a EUA          | Productor creador                  | Estat              |
| Sèrie                                     | Sèrie | Temporada | Episodis | Estrena                | Final                  | Productor creador                  | Estat              |
| ----------------------------------------- | ----- | --------- | -------- | ---------------------- | ---------------------- | ---------------------------------- | ------------------ |
| The Walking Dead                          |       | 1         | 6        | 31 d'octubre de 2010   | 5 de desembre de 2010  | Frank Darabont                     | Conclosa           |
| The Walking Dead                          |       | 2         | 13       | 16 d'octubre de 2011   | 18 de març de 2012     | Glen Mazzara                       | Conclosa           |
| The Walking Dead                          |       | 3         | 16       | 14 d'octubre de 2012   | 31 de març de 2013     | Glen Mazzara                       | Conclosa           |
| The Walking Dead                          |       | 4         | 16       | 13 d'octubre de 2013   | 30 de març de 2014     | Scott M. Gimple                    | Conclosa           |
| The Walking Dead                          |       | 5         | 16       | 12 d'octubre de 2014   | 29 de març de 2015     | Scott M. Gimple                    | Conclosa           |
| The Walking Dead                          |       | 6         | 16       | 11 d'octubre de 2015   | 3 d'abril de 2016      | Scott M. Gimple                    | Conclosa           |
| The Walking Dead                          |       | 7         | 16       | 23 d'octubre de 2016   | 2 d'abril de 2017      | Scott M. Gimple                    | Conclosa           |
| The Walking Dead                          |       | 8         | 16       | 22 d'octubre de 2017   | 15 d'abril de 2018     | Scott M. Gimple                    | Conclosa           |
| The Walking Dead                          |       | 9         | 16       | 7 d'octubre de 2018    | 31 de març de 2019     | Angela Kang                        | Conclosa           |
| The Walking Dead                          |       | 10        | 22       | 6 d'octubre de 2019    | 4 d'abril de 2021      | Angela Kang                        | Conclosa           |
| The Walking Dead                          |       | 11        | 24       | 22 d'agost de 2021     | 20 de novembre de 2022 | Angela Kang                        | Conclosa           |
| Fear the Walking Dead                     |       | 1         | 6        | 23 d'agost de 2015     | 4 d'octubre de 2015    | Dave Erickson                      | Conclosa           |
| Fear the Walking Dead                     |       | 2         | 15       | 10 d'abril de 2016     | 2 d'octubre de 2016    | Dave Erickson                      | Conclosa           |
| Fear the Walking Dead                     |       | 3         | 16       | 4 de juny de 2017      | 15 d'octubre de 2017   | Dave Erickson                      | Conclosa           |
| Fear the Walking Dead                     |       | 4         | 16       | 15 d'abril de 2018     | 30 de setembre de 2018 | Andrew Chambliss i Ian B. Goldberg | Conclosa           |
| Fear the Walking Dead                     |       | 5         | 16       | 2 de juny de 2019      | 29 de setembre de 2019 | Andrew Chambliss i Ian B. Goldberg | Conclosa           |
| Fear the Walking Dead                     |       | 6         | 16       | 11 d'octubre de 2020   | 13 de juny de 2021     | Andrew Chambliss i Ian B. Goldberg | Conclosa           |
| Fear the Walking Dead                     |       | 7         | 16       | 17 d'octubre de 2021   | 5 de juny de 2022      | Andrew Chambliss i Ian B. Goldberg | Conclosa           |
| Fear the Walking Dead                     |       | 8         | 12       | 14 de maig de 2023     | 19 de novembre de 2023 | Andrew Chambliss i Ian B. Goldberg | Conclosa           |
| World Beyond                              |       | 1         | 10       | 4 d'octubre de 2020    | 29 de novembre de 2020 | Matthew Negrete                    | Conclosa           |
| World Beyond                              |       | 2         | 10       | 3 d'octubre de 2021    | 5 de desembre de 2021  | Matthew Negrete                    | Conclosa           |
| Tales of the Walking Dead                 |       | 1         | 6        | 14 d'agost de 2022     | 18 de setembre de 2022 | Channing Powell                    | Conclosa           |
| Dead City                                 |       | 1         | 6        | 18 de juny de 2023     | 23 de juliol de 2023   | Eli Jorné                          | Alliberat          |
| Dead City                                 |       | 2         | 8        | 4 de maig de 2025      | 22 de juny de 2025     | Eli Jorné                          | Alliberat          |
| Dead City                                 |       | 3         | TBA      | TBA                    | TBA                    | Seth Hoffman                       | preproducció       |
| Daryl Dixon                               |       | 1         | 6        | 10 de setembre de 2023 | 15 d'octubre de 2023   | David Zabel                        | Alliberat          |
| Daryl Dixon                               |       | 2         | 6        | 29 de setembre de 2024 | 3 de novembre de 2024  | David Zabel                        | Alliberat          |
| Daryl Dixon                               |       | 3         | 6        | 7 de setembre de 2025  | TBA                    | David Zabel                        | Postproducció      |
| Daryl Dixon                               |       | 4         | TBA      | TBA                    | TBA                    | David Zabel                        | filmació           |
| The Ones Who Live                         |       | 1         | 6        | 25 de febrer de 2024   | 31 de març de 2024     | Scott M. Gimple i Danai Gurira     | Conclosa           |
| More Tales from the Walking Dead Universe |       | 1         | 6        | TBA                    | TBA                    | Scott M. Gimple                    | En desenvolupament |

### The Walking Dead (2010–2022)
Rick Grimes és un adjunt del xèrif que és víctima d'un accident durant un tiroteig amb proscrits: amb un tret a l'esquena, entra en coma, deixant la seva dona Lori i el fill Carl amb llàgrimes. El despertar, poc temps després, és traumàtic: l'hospital està destruït i ple de cadàvers. Rick no triga gaire a esbrinar la situació: el "virus", que semblava estar controlat abans del seu accident, s'ha apoderat.

### Fear the Walking Dead (2015–2023)
Inicialment ambientada a Los Angeles, la sèrie segueix una família extensa que inclou la consellera de l'escola Madison Clark, el xicot i professor Travis Manawa, el fill addicte a les drogues Nick, l'ambiciosa filla Alicia, l'exdona de Travis, la Liza amb el fill Chris i la família de Daniel Salazar emigrada. El Salvador, amb la seva dona Griselda i la seva filla Ofelia lluitant contra la caiguda de la civilització a causa de l'inici de l'apocalipsi zombi.

### The Walking Dead: World Beyond (2020–2021)
La sèrie, ambientada a Nebraska deu anys després de l'apocalipsi, és protagonitzada per dues noies joves i se centra en "la primera generació que va arribar a l'edat adulta a l'apocalipsi tal com la coneixem". Alguns es convertiran en herois. Alguns es tornaran dolents. Finalment, tothom canviarà per sempre. Creixent i cimentat en les seves identitats, tant bones com dolentes.

### Tales of the Walking Dead (2022)
És la quarta sèrie de l'univers The Walking Dead i cada episodi explica la història d'un personatge de la franquícia. Va debutar a AMC el 14 d'agost de 2022.

### The Walking Dead: Dead City (2023–present)
Maggie i Negan es troben en una ciutat de Nova York postapocalíptica on els seus residents han fet de la ciutat el seu propi món d'anarquia, perill, bellesa i terror.

### The Walking Dead: Daryl Dixon (2023–present)
Daryl Dixon investiga com va arribar a França i tracta d'unificar què va passar i com tornarà a casa.

### The Walking Dead: The Ones Who Live (2024)
The Walking Dead: The Ones Who Live tindrà lloc després dels esdeveniments del cinquè episodi de la novena temporada, "What Comes After" i el tretzè episodi de la desena temporada "What We Become", i presenta una "història d'amor èpica de dos personatges canviats per un món canviat."

## Repartiment
Aquesta secció inclou personatges que apareixeran o han aparegut en almenys dues sèries.
- Llegenda:      repartiment principal;

     Paper recurrent; 
     Convidat;      No apareix.
| Alpha              | Samantha Morton       |  |  |  |  |  |  |  |
| Daryl Dixon        | Norman Reedus         |  |  |  |  |  |  |  |
| Dwight             | Austin Amelio         |  |  |  |  |  |  |  |
| Maggie Greene      | Lauren Cohan          |  |  |  |  |  |  |  |
| Rick Grimes        | Andrew Lincoln        |  |  |  |  |  |  |  |
| Michonne           | Danai Gurira          |  |  |  |  |  |  |  |
| Anne "Jadis"       | Pollyanna McIntosh    |  |  |  |  |  |  |  |
| Morgan Jones       | Lennie James          |  |  |  |  |  |  |  |
| Edwin Jenner       | Noah Emmerich         |  |  |  |  |  |  |  |
| Gabriel Stokes     | Seth Gilliam          |  |  |  |  |  |  |  |
| Negan              | Jeffrey Dean Morgan   |  |  |  |  |  |  |  |
| Paul Rovia / Jesus | Tom Payne             |  |  |  |  |  |  |  |
| Carol Peletier     | Melissa McBride       |  |  |  |  |  |  |  |
| Sherry             | Christine Evangelista |  |  |  |  |  |  |  |
| Simon              | Steven Ogg            |  |  |  |  |  |  |  |

## Desenvolupament
El gener de 2010, AMC va encarregar un pilot per The Walking Dead, basat en el còmic del mateix nom i desenvolupat per Frank Darabont i Gale Anne Hurd. Andrew Lincoln va interpretar a Rick Grimes. El setembre de 2013, es va anunciar que Robert Kirkman, creador del còmic original, Hurd, i Dave Alpert crearien una sèrie de televisió derivada que inclouria un nou conjunt de personatges, que més tard es titularia Fear the Walking Dead. Aleshores, la sèrie canviaria d'enfocament de ser una preqüela per córrer simultàniament amb la sèrie original, fent que Lennie James fos ascendit al repartiment principal de Fear, repetint el seu paper de Morgan Jones, després de ser una estrella convidada a la sèrie original, marcant així també el primer crossover dins de la franquícia. El segon crossover va ser Austin Amelio reprenent el seu paper de Saviour Dwight reformat a la cinquena temporada.
El juliol de 2018, Scott M. Gimple va anunciar una segona sèrie derivada a la San Diego Comic-Con que més tard va rebre una ordre de 10 episodis i el títol de treball Monument abans de ser revelada com The Walking Dead: World Beyond que només duraria durant dues temporades. La segona temporada va incloure el tercer crossover de la franquícia amb Pollyanna McIntosh reprenent el seu paper de Jadis de The Walking Dead. Al novembre, Gimple va anunciar que AMC Original Films estava desenvolupant una trilogia de pel·lícules de The Walking Dead, que girava al voltant de Rick i Lincoln repetint el seu paper. James va expressar el seu interès a unir-se a la pel·lícula mentre que McIntosh s'havia burlat del seu personatge Jadis perquè hi participés.
El setembre de 2020, es va anunciar una sèrie d'antologia de Gimple que va rebre llum verda l'octubre de 2021 i titulada Tales of the Walking Dead que se centraria en personatges nous i antics. Al llarg del 2022, es van anunciar o reelaborar diversos projectes, com ara The Walking Dead: Dead City, el primer dels pocs spin-off que sortirà el 2023 centrat en Maggie Greene i Negan i originalment es titulava Isle of the Dead; Daryl Dixon originalment un spin-off sobre el personatge titular i Carol Peletier que es va centrar en Daryl per raons logístiques de l'actor d'aquest últim Melissa McBride; i The Walking Dead: The Ones Who Live, que originalment era la trilogia de pel·lícules anunciades el 2019 que es va reelaborar en una minisèrie. The Ones Who Live s'anomenava originàriament Rick & Michonne abans de canviar el títol al seu títol actual. En una entrevista amb AMC, Gimple va dir que aquests spin-off són alguns dels molts que vindran i que estan treballant en sèries i spin-offs més limitats, però ara mateix no són tan urgents.